# Marco Rossi (labdarúgó, 1964)
Marco Rossi (Druento, 1964. szeptember 9. –) olasz labdarúgó, az Olasz Edzőképző Akadémia tanára. A Budapest Honvéd FC vezetőedzője 2012 augusztusa és 2014 áprilisa között, majd 2015 februárjától 2017 júniusáig. 2017-től az FC DAC 1904 csapatához szerződött. 2018. június 19-től a magyar válogatott szövetségi kapitánya.
Játékosként legnagyobb eredménye a Sampdoria csapatával elért olaszkupa-győzelem. Kiemelkedő edzői sikere, hogy a 2016–2017-es magyar labdarúgó-bajnokságban bajnoki címet szerzett a Budapest Honvéd FC-vel, illetve a 2017–2018-as szlovák labdarúgó-bajnokságban bronzérmet ünnepelhetett a DAC csapatával.
Georges Leekens menesztése után a magyar válogatott szövetségi kapitánya lett. 2024. október 14-én 70. alkalommal volt a magyar válogatott élén, ezzel a szövetségi kapitányok örök-rangsorában a második helyre lépett fel. 

## Sportpályafutása

### Játékosként
Labdarúgópályafutását a Torino FC ifi játékosaként kezdte. Az olasz első osztályban, a Serie A-ban 1984. március 18-án mutatkozott be a 0–0-ra végződött Ascoli elleni mérkőzésen. Profi játékos pályafutása alatt 1982 és 2000 között tizenegy klubban fordult meg. Hazája bajnokságán kívül először 31 éves korában igazolt Mexikóba, később játszott Németországban is. 1997-ben, profi karrierje végén visszatért Olaszországba, és a Piacenza Calcio játékosa lett.
Amatőr játékosként egyfajta levezetésként játszott az FC Ospitaletto és az AC Salò csapatánál, de ekkor már inkább az edzői pályára készült.

### Edzőként
Kezdetben alacsonyabb osztályú olasz csapatoknál dolgozott. 2012 augusztusában lett a Budapest Honvéd FC vezetőedzője, az olasz mellett angolul és spanyolul beszélő mester. A Honvéddal a 2012–13-as szezonban sikeresen kezdett,  sokak szerint bravúrt elérve lett csapata bronzérmes – ezzel megszerezve az Európa-ligában való szereplés jogát. Eredményeit elismerve a klub 2014. június 30-ig hosszabbított vele szerződést. Fabio Cordella, a kispestiek nemzetközi igazgatója szerint Rossi megérett arra, hogy hamarosan akár a Serie A-ban is dolgozhasson.
A második szezonja már nem sikerült ennyire jól, hiszen a 2013–2014-es idényben a nemzetközi kupaszereplést gyorsan befejezte csapata, és a bajnokságban sem teljesítettek az elvárások szerint. 2014 áprilisában lemondott a Budapest Honvéd FC vezetőedzői posztjáról, mivel tavasszal öt egymás utáni bajnoki mérkőzésen is vereséget szenvedtek. Távozását követően a Budapest Honvéd tovább süllyedt a bajnokság tabelláján, így 2015 februárjában – mindössze kilenc hónap elteltével – Rossi visszatért a kiesőzónában szereplő kispestiekhez, és 2017-ben a bajnoki címig vezette a csapatot. 2017. május 27-én, a bajnoki cím megszerzését követően lemondott, és így búcsúzott a klubtól és a szurkolóktól:

„Bajnok lettem, így kapok majd egy fejezetet ennek a fantasztikus klubnak a történelemkönyvében. A munkámat elvégeztem, aminek nagyon szép a vége, és ahogy szokták mondani: a csúcson kell abbahagyni. Én sem teszek másként.”

2017 júniusában bejelentették, hogy Rossi két év, plusz további egy évre szóló opcióval a FC DAC 1904 szlovákiai labdarúgó klubhoz szerződik. A szezon utolsó fordulójában a Ružomberok csapatát 4–0-ra győzte le idegenben a DAC, ezzel bebiztosította helyét a dobogón, Rossi pedig bronzérmesként a Honvéd után egy újabb csapatot vezetett el az Európa-liga selejtezőjéig.
2018. június 19-én a menesztett Georges Leekens helyére a magyar válogatott szövetségi kapitányának nevezték ki.
Szeptemberben az újonnan induló Nemzetek Ligája sorozat első mérkőzése előtt néhai nagyapjának – aki az Aranycsapat és nagy futballrajongó volt – üzent:

„Szia Nagypapa! Remélem, jól vagy. Hány éve is mentél el? Túl sok.
‘94-ben volt, de az emléked most is itt él bennem. Ki tudja, milyen boldog leszel és büszke az unokádra, aki most a magyar válogatott szövetségi kapitánya...
Igen, azé a Magyarországé... Az Aranycsapaté, melyben Puskás, Hidegkuti és a többiek játszottak, és amiről annyit meséltél nekem. Emlékszel? Ma elkezdődik ez az új kaland, és ha a lehető legjobban kezdődik, akkor pontosan tudom, kinek ajánljam a győzelmet! Ha így lesz, akkor tudni fogom, hogy szurkoltál nekem, nekünk! Szeretlek! És mindezt Neked ajánlom!”

Szeptember 8-án Tamperében a finnek elleni találkozón a magyar csapat 1–0-s vereséget szenvedett. Három nappal később megszerezte első győzelmét a magyar válogatott Rossi irányításával, miután 2–1-re legyőzte az előzetesen esélyesebbnek tartott görögöket. A Nemzetek Ligája-csoportjában végül második helyen zárt a válogatott a finnek mögött, megelőzve a görögöket és az észteket. A 2020-as Európa-bajnokság selejtezői során hazai pályán a magyar válogatott legyőzte a világbajnoki ezüstérmes horvátokat 2–1-re és az Európa-bajnoki bronzérmes Wales csapatát 1–0-ra. Ezen eredmények mellett oda-vissza kikapott Szlovákiától, így a szoros csoport-végeredményben a negyedik helyen végzett, és az NL-eredményének köszönhetően a 2020 márciusában rendezendő pótselejtezőkön folytathatta szereplését.
A pótselejtezőket a koronavírus-járvány miatt végül 2020 őszén rendezték meg, ahol a magyar válogatott előbb Bulgáriát, majd Izlandot győzte le 3–1, illetve 2–1-arányban, így kijutott a 2021-es kontinenstornára. Az Izland elleni, a kijutásról döntő Európa-bajnoki pótselejtezőn nem irányíthatta a válogatottat a kispad mellől, miután elkapta a koronavírust. A találkozón így segítője, Cosimo Inguscio helyettesítette, aki korábban kétszer is ellátta már ezt a feladatot, mindkétszer győztes mérkőzésen. A 2020-as év utolsó két Nemzetek Ligája-mérkőzésen Gera Zoltán helyettesítette.
A 2021 júniusában rendezett Európa-bajnokságon irányításával a magyar csapat a világbajnoki címvédő franciákkal és a német válogatott ellen is döntetlent játszott, két pontot szerzett az ezenkívül még a címvédő portugálokat is felvonultató csoportban, amelyben a magyar válogatott két ponttal a negyedik helyen zárt. Munkájáról, illetve a magyarok az Európa-bajnokságon mutatott teljesítményéről több európai szaklap is elismerően írt.
A 2022-es világbajnokság selejtezői során a magyar válogatott két mérkőzésen négy pontot szerzett a lengyel válogatott ellen és idegenben pontot szerzett Angliával szemben is, azonban az Albánia elleni két vereség következtében lemaradt a kvalifikációról, és a selejtezőcsoport negyedik helyén zárt.

## Magánélete
1989-ben vette feleségül Mariella Mocciát, akivel azóta is egy párt alkotnak. Két gyerekük van. Gaia kommunikáció szakon végzett az egyetemen, Simone pedig profi vízilabdázó. 2023. október 3-án magyar állampolgársági esküt tett.

## Statisztika
Minden tétmérkőzést beleszámítva.
Utolsó elszámolt mérkőzés dátuma: 2025. június 10.

### Edzőként
| AC Lumezzane       | 2004. július 1.    | 2006. március 15. | 72  | 19  | 21  | 32  | 26,39% |
| Pro Patria         | 2006. június 22.   | 2008. június 30.  | 66  | 19  | 26  | 21  | 28,79% |
| Spezia             | 2008. július 1.    | 2009. június 17.  | 40  | 25  | 10  | 5   | 62,50% |
| Scafatese          | 2010. január 21.   | 2010. június 30.  | 14  | 5   | 4   | 5   | 35,71% |
| Cavese             | 2010. augusztus 5. | 2011. február 15. | 25  | 7   | 8   | 10  | 28%    |
| Budapest Honvéd    | 2012. július 29.   | 2014. április 28. | 86  | 36  | 18  | 32  | 41,86% |
| Budapest Honvéd    | 2015. február 7.   | 2017. május 31.   | 95  | 45  | 18  | 32  | 47,37% |
| Dunaszerdahelyi AC | 2017. június 11.   | 2018. július 19.  | 39  | 21  | 10  | 8   | 53,85% |
| Magyarország       | 2018. június 19.   | jelenleg is       | 76  | 35  | 17  | 24  | 46,05% |
| Összesítve         | Összesítve         | Összesítve        | 513 | 212 | 132 | 169 | 41,32% |

### Magyar szövetségi kapitányként
|                                      | M  | GY | D  | V  | GY %   |
| ------------------------------------ | -- | -- | -- | -- | ------ |
| Összes mérkőzés                      | 76 | 35 | 17 | 24 | 46,05% |
| Tétmérkőzés                          | 60 | 27 | 14 | 19 | 45%    |
| — 2018–19-es Nemzetek Ligája         | 6  | 3  | 1  | 2  | 50%    |
| — 2020-as Eb-selejtező               | 10 | 6  | 0  | 4  | 60%    |
| — 2020–21-es Nemzetek Ligája         | 6  | 3  | 2  | 1  | 50%    |
| — 2020-as Európa-bajnokság           | 3  | 0  | 2  | 1  | 0%     |
| — 2022-es vb-selejtező               | 10 | 5  | 2  | 3  | 50%    |
| — 2022–23-as Nemzetek Ligája         | 6  | 3  | 1  | 2  | 50%    |
| — 2024-es Eb-selejtező               | 8  | 5  | 3  | 0  | 62,50% |
| — 2024-es Európa-bajnokság           | 3  | 1  | 0  | 2  | 33,33% |
| — 2024–25-ös Nemzetek Ligája         | 8  | 1  | 3  | 4  | 12,5%  |
| — 2026-os vb-selejtező (folyamatban) | 0  | 0  | 0  | 0  | 0%     |
| Barátságos mérkőzés                  | 16 | 8  | 3  | 5  | 50%    |
| Hazai pályán                         | 38 | 21 | 8  | 9  | 55,26% |
| Idegenben                            | 32 | 13 | 7  | 12 | 40,62% |
| Semleges pályán                      | 6  | 1  | 2  | 3  | 16,66% |

### Mérkőzései magyar szövetségi kapitányként
| Magyarország | Magyarország         | Magyarország                            | Magyarország        | Magyarország | Magyarország        | Magyarország    | Magyarország | Magyarország |
| #            | Dátum                | Helyszín                                | Hazai               | Eredmény     | Vendég              | Kiírás          | Gólok        | Esemény      |
| ------------ | -------------------- | --------------------------------------- | ------------------- | ------------ | ------------------- | --------------- | ------------ | ------------ |
| 1.           | 2018. szeptember 8.  | Tampere, Tampere Stadion                | Finnország          | 1 – 0        | Magyarország        | Nemzetek Ligája | -            |              |
| 2.           | 2018. szeptember 11. | Budapest, Groupama Aréna                | Magyarország        | 2 – 1        | Görögország         | Nemzetek Ligája | -            |              |
| 3.           | 2018. október 12.    | Athén, Olimpiai Stadion                 | Görögország         | 1 – 0        | Magyarország        | Nemzetek Ligája | -            |              |
| 4.           | 2018. október 15.    | Tallinn, A. Le Coq Aréna                | Észtország          | 3 – 3        | Magyarország        | Nemzetek Ligája | -            |              |
| 5.           | 2018. november 15.   | Budapest, Groupama Aréna                | Magyarország        | 2 – 0        | Észtország          | Nemzetek Ligája | -            |              |
| 6.           | 2018. november 18.   | Budapest, Groupama Aréna                | Magyarország        | 2 – 0        | Finnország          | Nemzetek Ligája | -            |              |
| 7.           | 2019. március 21.    | Nagyszombat, Anton Malatinský Stadion   | Szlovákia           | 2 – 0        | Magyarország        | Eb-selejtező    | -            |              |
| 8.           | 2019. március 24.    | Budapest, Groupama Aréna                | Magyarország        | 2 – 1        | Horvátország        | Eb-selejtező    | -            |              |
| 9.           | 2019. június 8.      | Baku, Olimpiai Stadion                  | Azerbajdzsán        | 1 – 3        | Magyarország        | Eb-selejtező    | -            |              |
| 10.          | 2019. június 11.     | Budapest, Groupama Aréna                | Magyarország        | 1 – 0        | Wales               | Eb-selejtező    | -            |              |
| 11.          | 2019. szeptember 5.  | Podgorica, Podgoricai Stadion           | Montenegró          | 2 – 1        | Magyarország        | barátságos      | -            |              |
| 12.          | 2019. szeptember 9.  | Budapest, Groupama Aréna                | Magyarország        | 1 – 2        | Szlovákia           | Eb-selejtező    | -            |              |
| 13.          | 2019. október 10.    | Split, Poljud Stadion                   | Horvátország        | 3 – 0        | Magyarország        | Eb-selejtező    | -            |              |
| 14.          | 2019. október 13.    | Budapest, Groupama Aréna                | Magyarország        | 1 – 0        | Azerbajdzsán        | Eb-selejtező    | -            |              |
| 15.          | 2019. november 15.   | Budapest, Puskás Aréna                  | Magyarország        | 1 – 2        | Uruguay             | barátságos      | -            |              |
| 16.          | 2019. november 19.   | Cardiff, Cardiff City Stadion           | Wales               | 2 – 0        | Magyarország        | Eb-selejtező    | -            |              |
| 17.          | 2020. szeptember 3.  | Sivas, Sivas Arena                      | Törökország         | 0 – 1        | Magyarország        | Nemzetek Ligája | -            |              |
| 18.          | 2020. szeptember 6.  | Budapest, Puskás Aréna                  | Magyarország        | 2 – 3        | Oroszország         | Nemzetek Ligája | -            |              |
| 19.          | 2020. október 8.     | Szófia, Vaszil Levszki Nemzeti Stadion  | Bulgária            | 1 – 3        | Magyarország        | Eb-selejtező    | -            |              |
| 20.          | 2020. október 11.    | Belgrád, Rajko Mitić Stadion            | Szerbia             | 0 – 1        | Magyarország        | Nemzetek Ligája | -            |              |
| 21.          | 2020. október 14.    | Moszkva, VTB Aréna                      | Oroszország         | 0 – 0        | Magyarország        | Nemzetek Ligája | -            |              |
| 22.          | 2020. november 12.   | Budapest, Puskás Aréna                  | Magyarország        | 2 – 1        | Izland              | Eb-selejtező    | -            |              |
| 23.          | 2020. november 15.   | Budapest, Puskás Aréna                  | Magyarország        | 1 – 1        | Szerbia             | Nemzetek Ligája | -            |              |
| 24.          | 2020. november 18.   | Budapest, Puskás Aréna                  | Magyarország        | 2 – 0        | Törökország         | Nemzetek Ligája | -            |              |
| 25.          | 2021. március 25.    | Budapest, Puskás Aréna                  | Magyarország        | 3 – 3        | Lengyelország       | vb-selejtező    | -            |              |
| 26.          | 2021. március 28.    | Serravalle, Stadio Olimpico             | San Marino          | 0 – 3        | Magyarország        | vb-selejtező    | -            |              |
| 27.          | 2021. március 31.    | Andorra la Vella, Estadi Nacional       | Andorra             | 1 – 4        | Magyarország        | vb-selejtező    | -            |              |
| 28.          | 2021. június 4.      | Budapest, Szusza Ferenc Stadion         | Magyarország        | 1 – 0        | Ciprus              | barátságos      | -            |              |
| 29.          | 2021. június 8.      | Budapest, Szusza Ferenc Stadion         | Magyarország        | 0 – 0        | Írország            | barátságos      | -            |              |
| 30.          | 2021. június 15.     | Budapest, Puskás Aréna                  | Magyarország        | 0 – 3        | Portugália          | Eb-csoportkör   | -            |              |
| 31.          | 2021. június 19.     | Budapest, Puskás Aréna                  | Magyarország        | 1 – 1        | Franciaország       | Eb-csoportkör   | -            |              |
| 32.          | 2021. június 23.     | München, Allianz Arena                  | Németország         | 2 – 2        | Magyarország        | Eb-csoportkör   | -            |              |
| 33.          | 2021. szeptember 2.  | Budapest, Puskás Aréna                  | Magyarország        | 0 – 4        | Anglia              | vb-selejtező    | -            |              |
| 34.          | 2021. szeptember 5.  | Elbasan, Elbasan Aréna                  | Albánia             | 1 – 0        | Magyarország        | vb-selejtező    | -            |              |
| 35.          | 2021. szeptember 8.  | Budapest, Puskás Aréna                  | Magyarország        | 2 – 1        | Andorra             | vb-selejtező    | -            |              |
| 36.          | 2021. október 9.     | Budapest, Puskás Aréna                  | Magyarország        | 0 – 1        | Albánia             | vb-selejtező    | -            |              |
| 37.          | 2021. október 12.    | London, Wembley Stadion                 | Anglia              | 1 – 1        | Magyarország        | vb-selejtező    | -            |              |
| 38.          | 2021. november 12.   | Budapest, Puskás Aréna                  | Magyarország        | 4 – 0        | San Marino          | vb-selejtező    | -            |              |
| 39.          | 2021. november 15.   | Varsó, Nemzeti Stadion                  | Lengyelország       | 1 – 2        | Magyarország        | vb-selejtező    | -            |              |
| 40.          | 2022. március 24.    | Budapest, Puskás Aréna                  | Magyarország        | 0 – 1        | Szerbia             | barátságos      | -            |              |
| 41.          | 2022. március 29.    | Belfast, Windsor Park                   | Észak-Írország      | 0 – 1        | Magyarország        | barátságos      | -            |              |
| 42.          | 2022. június 4.      | Budapest, Puskás Aréna                  | Magyarország        | 1 – 0        | Anglia              | Nemzetek Ligája | -            |              |
| 43.          | 2022. június 7.      | Cesena, Dino Manuzzi Stadion            | Olaszország         | 2 – 1        | Magyarország        | Nemzetek Ligája | -            |              |
| 44.          | 2022. június 11.     | Budapest, Puskás Aréna                  | Magyarország        | 1 – 1        | Németország         | Nemzetek Ligája | -            |              |
| 45.          | 2022. június 14.     | Wolverhampton, Molineux Stadion         | Anglia              | 0 – 4        | Magyarország        | Nemzetek Ligája | -            | 69'          |
| 46.          | 2022. szeptember 23. | Lipcse, Red Bull Arena                  | Németország         | 0 – 1        | Magyarország        | Nemzetek Ligája | -            |              |
| 47.          | 2022. szeptember 26. | Budapest, Puskás Aréna                  | Magyarország        | 0 – 2        | Olaszország         | Nemzetek Ligája | -            |              |
| 48.          | 2022. november 17.   | Luxembourg, Stade de Luxembourg         | Luxemburg           | 2 – 2        | Magyarország        | barátságos      | -            |              |
| 49.          | 2022. november 20.   | Budapest, Puskás Aréna                  | Magyarország        | 2 – 1        | Görögország         | barátságos      | -            |              |
| 50.          | 2023. március 23.    | Budapest, Puskás Aréna                  | Magyarország        | 1 – 0        | Észtország          | barátságos      | -            |              |
| 51.          | 2023. március 27.    | Budapest, Puskás Aréna                  | Magyarország        | 3 – 0        | Bulgária            | Eb-selejtező    | -            |              |
| 52.          | 2023. június 17.     | Podgorica, Városi stadion               | Montenegró          | 0 – 0        | Magyarország        | Eb-selejtező    | -            |              |
| 53.          | 2023. június 20.     | Budapest, Puskás Aréna                  | Magyarország        | 2 – 0        | Litvánia            | Eb-selejtező    | -            | 89'          |
| 54.          | 2023. szeptember 7.  | Belgrád, Rajko Mitić Stadion            | Szerbia             | 1 – 2        | Magyarország        | Eb-selejtező    | -            |              |
| 55.          | 2023. szeptember 10. | Budapest, Puskás Aréna                  | Magyarország        | 1 – 1        | Csehország          | barátságos      | -            |              |
| 56.          | 2023. október 14.    | Budapest, Puskás Aréna                  | Magyarország        | 2 – 1        | Szerbia             | Eb-selejtező    | -            |              |
| 57.          | 2023. október 17.    | Kaunas, S. Darius és S. Girėnas Stadion | Litvánia            | 2 – 2        | Magyarország        | Eb-selejtező    | -            |              |
| 58.          | 2023. november 16.   | Szófia, Vaszil Levszki Nemzeti Stadion  | Bulgária            | 2 – 2        | Magyarország        | Eb-selejtező    | -            |              |
| 59.          | 2023. november 19.   | Budapest, Puskás Aréna                  | Magyarország        | 3 – 1        | Montenegró          | Eb-selejtező    | -            |              |
| 60.          | 2024. március 22.    | Budapest, Puskás Aréna                  | Magyarország        | 1 – 0        | Törökország         | barátságos      | -            |              |
| 61.          | 2024. március 26.    | Budapest, Puskás Aréna                  | Magyarország        | 2 – 0        | Koszovó             | barátságos      | -            |              |
| 62.          | 2024. június 4.      | Dublin, Aviva Stadion                   | Írország            | 2 – 1        | Magyarország        | barátságos      | -            |              |
| 63.          | 2024. június 8.      | Debrecen, Nagyerdei stadion             | Magyarország        | 3 – 0        | Izrael              | barátságos      | -            |              |
| 64.          | 2024. június 15.     | Köln, RheinEnergieStadion (GER)         | Magyarország        | 1 – 3        | Svájc               | Eb-csoportkör   | -            |              |
| 65.          | 2024. június 19.     | Stuttgart, MHPArena                     | Németország         | 2 – 0        | Magyarország        | Eb-csoportkör   | -            | 90+3'        |
| 66.          | 2024. június 23.     | Stuttgart, MHPArena (GER)               | Skócia              | 0 – 1        | Magyarország        | Eb-csoportkör   | -            |              |
| 67.          | 2024. szeptember 7.  | Düsseldorf, Merkur Spiel-Arena          | Németország         | 5 – 0        | Magyarország        | Nemzetek Ligája | -            |              |
| 68.          | 2024. szeptember 10. | Budapest, Puskás Aréna                  | Magyarország        | 0 – 0        | Bosznia-Hercegovina | Nemzetek Ligája | -            |              |
| 69.          | 2024. október 11.    | Budapest, Puskás Aréna                  | Magyarország        | 1 – 1        | Hollandia           | Nemzetek Ligája | -            |              |
| 70.          | 2024. október 14.    | Zenica, Bilino Polje Stadion            | Bosznia-Hercegovina | 0 – 2        | Magyarország        | Nemzetek Ligája | -            |              |
| 71.          | 2024. november 16.   | Johan Cruijff Arena, Amszterdam         | Hollandia           | 4 – 0        | Magyarország        | Nemzetek Ligája | -            |              |
| 72.          | 2024. november 19.   | Budapest, Puskás Aréna                  | Magyarország        | 1 – 1        | Németország         | Nemzetek Ligája | -            |              |
| 73.          | 2025. március 20.    | Isztambul, Rams Park                    | Törökország         | 3 – 1        | Magyarország        | Nemzetek Ligája | -            |              |
| 74.          | 2025. március 23.    | Budapest, Puskás Aréna                  | Magyarország        | 0 – 3        | Törökország         | Nemzetek Ligája | -            |              |
| 75.          | 2025. június 6.      | Budapest, Puskás Aréna                  | Magyarország        | 0 – 2        | Svédország          | barátságos      | -            |              |
| 76.          | 2025. június 10.     | Baku, Dalğa Arena                       | Azerbajdzsán        | 1 – 2        | Magyarország        | barátságos      | -            |              |
|              | Összesen             |                                         |                     | 76           | mérkőzés            |                 | -            | gól          |

## Sikerei, díjai

### Játékosként
- Olasz labdarúgókupa győztes a Sampdoriával: 1993–94
- Olasz labdarúgó-bajnokság másodosztályában bajnok a Bresciával: 1991–92

### Edzőként
- NB I
  - Győztes (1): 2016–17
  - Bronzérmes (1): 2012–13

- Fortuna Liga
  - Bronzérmes (1): 2017–18

Egyéni
- MLSZ Rangadó Díj: Az év NB I-es edzője: 2016–17[36]
- Az év magyar edzője: 2020,[37] 2022[38]

## Bibliográfia
- Ch. Gáll András: Marco Rossi. Olasz meló Magyarországon; Alexandra, Pécs, 2018
- Ch. Gáll András: Marco Rossi – Folytassa, Mister!; Inda Press, Budapest, 2023

## Fordítás
- Ez a szócikk részben vagy egészben  a    Marco Rossi (calciatore 1964) című olasz Wikipédia-szócikk ezen változatának fordításán alapul.  Az eredeti cikk szerkesztőit annak laptörténete sorolja fel. Ez a jelzés csupán a megfogalmazás eredetét és a szerzői jogokat jelzi, nem szolgál a cikkben szereplő információk forrásmegjelöléseként.